# یوگنیا دمیتریووا
یوگنیا آلگوونا دمیتریووا (روسی: Евгения Олеговна Дмитриева؛ زادهٔ ۱۹ دسامبر ۱۹۷۲ میلادی) بازیگر، کارگردان فیلم و آموزگار اهل روسیه است که در بیش از ۱۴۰ فیلم بازی کرده است.
از فیلم‌ها یا مجموعه‌های تلویزیونی که وی در آن‌ها نقش داشته‌است، می‌توان به بی‌عشق اشاره نمود.